# Kirby Ann Basken
Kirby Ann Basken, född 12 augusti 1985 i Lørenskog, Norge, är en norsk modell.
Basken blev 9 april 2007 korad till Fröken Norge och representerade Norge i Miss Universum i maj samma år i Mexico City. 2006 deltog hon också i Fröken Norge-tävlingen, och kom då tvåa. Hon har också vunnit Miss Photogenic Award och blivit utsedd till Olympus New Face of the Year.